# لین جنکینز
لین جنکینز (به انگلیسی: Lynn Jenkins) نمایندهٔ حوزه انتخابیه دوم کانزاس از حزب جمهوری‌خواه ایالات متحده آمریکا در مجلس نمایندگان ایالات متحده آمریکا است که برای نخستین‌بار در ۱۲ ژانویه ۲۰۰۹ میلادی به‌عضویت این مجلس درآمد.